# Boulevard Poissonnière
Il boulevard Poissonnière è uno dei Grands Boulevards di Parigi, sul confine tra il II e il IX arrondissement. È lungo 351 metri e largo 35 metri. 
È servito dalle stazioni del Metro Grands Boulevards e Bonne Nouvelle.
Il nome deriva dalla rue Poissonnière nelle vicinanze, che faceva parte del chemin des Poissonniers, un itinerario percorso dai commercianti di pesce ("poisson") che rifornivano il mercato di Les Halles.

## Edifici e indirizzi notevoli
- n° 1: "Le Grand Rex", uno dei più grandi cinema di Parigi, con una sala da 2 700 posti e 6 sale da 100 a 500 posti.
- n° 3-9: vi aveva sede il quotidiano Le Matin (chiuso nel 1944).
- n° 6: antica sede dei giornali comunisti L'Humanité, Libération e Ce soir.[1]
- n° 23: Hôtel de Montholon, costruito nel 1785 e contornato da una serie di colonne ioniche.
- n° 27: Frédéric Chopin vi abitò dal 1831 à 1836.
- n° 28: museo franco-russo con collezioni d'arte.
- n° 32: Le Brébant, caffè-ristorante fondato nel 1865. Era celebre nel XIX secolo per le cene organizzate da membri dell'élite intellettuale e artistica parigina. Era frequentato anche da giovani appartenenti al genere musicale goguette.